# Groupe d'États

NUTS 1 et NUTS 2.

Le groupe d’États (en allemand  Gruppe von Bundesländern) est le premier niveau de la nomenclature des unités territoriales statistiques de l'Autriche.

## Fonction
Ce sont des régions de l'Union européenne créée à des fins statistiques dont le critère est la présence d'une population allant de trois à sept millions. Ceci permet à Eurostat de comparer ces régions à d'autres régions similaires des autres États membres de l'Union européenne.

## Tableau
Les neuf Bundesländer sont répartis en trois groupes.
| Code NUTS | Nom            | Bundesländer (NUTS-2)                                                        | Superficie (en km2) | Superficie (en %) | Population | Population (en %) |
| --------- | -------------- | ---------------------------------------------------------------------------- | ------------------- | ----------------- | ---------- | ----------------- |
| AT-1      | Ostösterreich  | Burgenland (AT-11), Basse-Autriche (AT-12), Vienne (AT-13)                   | 23 558,01           | 28                | 3 373 496  | 42                |
| AT-2      | Südösterreich  | Carinthie (AT-21), Styrie (AT-22)                                            | 25 928,24           | 31                | 1 742 707  | 22                |
| AT-3      | Westösterreich | Haute-Autriche (AT-31), Salzbourg (AT-32), Tyrol (AT-33), Vorarlberg (AT-34) | 34 385,72           | 41                | 2 916 723  | 36                |

## Sources